# Supersport-VM 2020
Supersport-VM 2020 arrangeras av Internationella motorcykelförbundet. Världsmästerskapet planerades att avgöras över 13 deltävlingar. Säsongen inleddes den 24 februari i Australien och skulle avslutas den 11 oktober i Argentina. På grund av Covid-19-pandemin blev tävlingskalendern mycket ändrad och kortad. Istället körs två race per tävlingshelg istället för ett. Sista deltävlingen körs i Portugal 17-18 oktober. Supersport körs vid samma tävlingshelger som Superbike. Den italienske Yamahaföraren och debutanten i Supersport, Andrea Locatelli, blev världsmästare 2020. Yamaha segrade också i konstruktörsmästerskapet.

## Tävlingskalender och heatsegrare
Tävlingskalendern innehöll 13 deltävlingar, vilket var en mer än säsongen 2019. Endast en deltävling hann genomföras innan Covid-19 stoppade vidare tävlingsverksamhet. Den reviderade kalendern innehöll endast sju deltävlingar, men två heat varje helg så totala antalet heat skulle hamna på 15.
| Datum | Bana           | Vinnare          | Märke    | VM-ledare        |
| ----- | -------------- | ---------------- | -------- | ---------------- |
| 1/3   | Phillip Island | Andrea Locatelli | Yamaha   | Andrea Locatelli |
| 2/8   | Jerez          | Andrea Locatelli | Yamaha   | Andrea Locatelli |
| 2/8   | Jerez          | Andrea Locatelli | Yamaha   | Andrea Locatelli |
| 8/8   | Algarve        | Andrea Locatelli | Yamaha   | Andrea Locatelli |
| 9/8   | Algarve        | Andrea Locatelli | Yamaha   | Andrea Locatelli |
| 29/8  | Aragón         | Andrea Locatelli | Yamaha   | Andrea Locatelli |
| 30/8  | Aragón         | Andrea Locatelli | Yamaha   | Andrea Locatelli |
| 5/9   | Aragón         | Andrea Locatelli | Yamaha   | Andrea Locatelli |
| 6/9   | Aragón         | Andrea Locatelli | Yamaha   | Andrea Locatelli |
| 19/9  | Catalunya      | Andy Verdoïa     | Yamaha   | Andrea Locatelli |
| 20/9  | Catalunya      | Andrea Locatelli | Yamaha   | Andrea Locatelli |
| 3/10  | Magny-Cours    | Andrea Locatelli | Yamaha   | Andrea Locatelli |
| 4/10  | Magny-Cours    | Lucas Mahias     | Kawasaki | Andrea Locatelli |
| 17/10 | Estoril        | Andrea Locatelli | Yamaha   | Andrea Locatelli |
| 18/10 | Estoril        | Lucas Mahias     | Kawasaki | Andrea Locatelli |

## Mästerskapsställning
Slutställning i förarmästerskapet efter 15 heat
1. Andrea Locatelli, 333 p. Klar världsmästare efter 11 heat.
2. Lucas Mahias, 229 p.
3. Philipp Öttl, 162 p.
4. Jules Cluzel, 160 p.
5. Steven Odendaal, 136 p.
6. Raffaele De Rosa, 135 p.
7. Manuel González, 126 p.
8. Isaac Viñales, 116 p.
9. Hannes Soomer, 115 p.
10. Corentin Perolari, 110 p.

Slutställning i konstruktörsmästerskapet efter 15 heat
1. Yamaha, 365 p.
2. Kawasaki, 268 p.
3. MV Agusta, 140 p.
4. Honda, 25 p.

## Deltagarlista
Ordinarie förare.
| Nr | Förare                | Team                     | Motorcykel       |
| -- | --------------------- | ------------------------ | ---------------- |
| 1  | Randy Krummenacher    | MV Agusta Reparto Corse  | MV Agusta F3 675 |
| 3  | Raffaele De Rosa      | MV Agusta Reparto Corse  | MV Agusta F3 675 |
| 4  | Steven Odendaal       | EAB Ten Kate Racing      | Yamaha YZF R6    |
| 5  | Philipp Öttl          | Kawasaki Puccetti Racing | Kawasaki ZX-6R   |
| 9  | Galang Hendra Pratama | bLU cRU WorldSSP by MS   | Yamaha YZF R6    |
| 16 | Jules Cluzel          | GMT94 Yamaha             | Yamaha YZF R6    |
| 22 | Federico Fuligni      | MV Agusta Reparto Corse  | MV Agusta F3 675 |
| 25 | Andy Verdoïa          | bLU cRU WorldSSP by MS   | Yamaha YZF R6    |
| 32 | Isaac Viñales         | Kallio Racing            | Yamaha YZF R6    |
| 38 | Hannes Soomer         | Kallio Racing            | Yamaha YZF R6    |
| 44 | Lucas Mahias          | Kawasaki Puccetti Racing | Kawasaki ZX-6R   |
| 52 | Patrick Hobelsberger  | Dynavolt Honda           | Honda CBR600RR   |
| 55 | Andrea Locatelli      | BARDAHL Evan Bros.       | Yamaha YZF R6    |
| 56 | Péter Sebestyén       | OXXO Yamaha Team Toth    | Yamaha YZF R6    |
| 61 | Can Öncü              | Turkish Racing           | Kawasaki ZX-6R   |
| 71 | Christoffer Bergman   | Wójcik Racing            | Yamaha YZF R6    |
| 74 | Jaimie van Sikkelerus | MPM Routz Racing         | Yamaha YZF R6    |
| 78 | Hikari Ōkubo          | Dynavolt Honda           | Honda CBR600RR   |
| 81 | Manuel González       | Kawasaki ParkinGO        | Kawasaki ZX-6R   |
| 84 | Loris Cresson         | OXXO Yamaha Team Toth    | Yamaha YZF R6    |
| 94 | Corentin Perolari     | GMT94 Yamaha             | Yamaha YZF R6    |
| 99 | Danny Webb            | WRP Wepol Racing         | Yamaha YZF R6    |